# 研究診断基準
研究診断基準（Research Diagnostic Criteria, RDC）は、1970年代後半に公開された影響力のある精神医学の診断基準の一群である。精神医学的な診断はアメリカ合衆国と欧州との間で大きな差があったため、この基準の目的は精神医学研究において一貫した診断を行えるようにするものであった。
RDCの作成は、欧州の伝統的な精神病理学を継承する中大西洋学派の主要なメンバーが行い、これはアメリカでは少数派であった。一部の基準は先行したフェイナー基準に基づいているが、多くの新しい障害が含まれる。個々の基準がこうした基準の作成につながり、次第にアメリカへと、そして国際的な精神医学へと影響を与えた。
RDCはロバート・スピッツァー、エンディコット、ロビンズらによって、アメリカ国立精神衛生研究所（NIMH）の支援によるうつ病の精神生物学的な共同研究の一環として開発された。RDCは、精神医学的診断基準の歴史において重要であり、DSM-IIIはRDCの多くの記述に基づいている。それでなく、DSM-IIIにも中大西洋学派の主要なメンバーは携わった。
邦訳された書籍『精神医学研究用診断マニュアル』は、1981年の修正第3版を用いており、フェイナー基準も収録している。